# MAYDAY (에이프릴의 노래)
《MAYDAY》는 대한민국의 걸 그룹 에이프릴의 두 번째 싱글이다.

## 개요
- 1번 트랙 《따끔》은 선공개곡이다. 4월 4일, 에이프릴의 리얼리티 《에IF릴》의 엔딩에서 최초로 공개하였다. 이후, 《에IF릴》 매회 마지막에 MV가 방송되었다.

## 수록곡
| #            | 제목         | 작사·작곡        | 편곡 | 재생 시간 |
| ------------ | ------------ | ---------------- | ---- | --------- |
| 1.           | 〈따끔〉     | e.one            | 3:18 |           |
| 2.           | 〈MAYDAY〉   | Dr.JO            | 2:58 |           |
| 3.           | 〈YES SIR〉  | 어벤전승, 정재엽 | 3:00 |           |
| 총 재생 시간 | 총 재생 시간 | 총 재생 시간     | 9:16 |           |